# خيرية (إدلب)
خيرية قرية سورية تتبع ناحية سنجار في منطقة معرة النعمان في محافظة إدلب. بلغ عدد سكانها 323 نسمة في عام 2004 حسب إحصاء المكتب المركزي للإحصاء.